# Lailly
Lailly est une commune française située dans le département de l'Yonne en région Bourgogne-Franche-Comté.

## Géographie

### Climat
Pour des articles plus généraux, voir Climat de la Bourgogne-Franche-Comté et Climat de l'Yonne.
En 2010, le climat de la commune est de type climat océanique dégradé des plaines du Centre et du Nord, selon une étude du Centre national de la recherche scientifique s'appuyant sur une série de données couvrant la période 1971-2000. En 2020, Météo-France publie une typologie des climats de la France métropolitaine dans laquelle la commune est exposée à un climat océanique altéré et est dans la région climatique  Nord-est du bassin Parisien, caractérisée par un ensoleillement médiocre, une pluviométrie moyenne régulièrement répartie au cours de l’année et un hiver froid (3 °C).
Pour la période 1971-2000, la température annuelle moyenne est de 10,8 °C, avec une amplitude thermique annuelle de 15,6 °C. Le cumul annuel moyen de précipitations est de 724 mm, avec 11,7 jours de précipitations en janvier et 7,5 jours en juillet. Pour la période 1991-2020, la température moyenne annuelle observée sur la station météorologique de Météo-France la plus proche, « Flacy », sur la commune de Flacy à 6 km à vol d'oiseau, est de 11,2 °C et le cumul annuel moyen de précipitations est de 740,8 mm. 
La température maximale relevée sur cette station est de 41,9 °C, atteinte le 25 juillet 2019 ; la température minimale est de −25 °C, atteinte le 9 janvier 1985,,.
Les paramètres climatiques de la commune ont été estimés pour le milieu du siècle (2041-2070) selon différents scénarios d'émission de gaz à effet de serre à partir des nouvelles projections climatiques de référence DRIAS-2020. Ils sont consultables sur un site dédié publié par Météo-France en novembre 2022.

## Urbanisme

### Typologie
Au 1er janvier 2024, Lailly est catégorisée commune rurale à habitat très dispersé, selon la nouvelle grille communale de densité à sept niveaux définie par l'Insee en 2022.
Elle est située hors unité urbaine. Par ailleurs la commune fait partie de l'aire d'attraction de Sens, dont elle est une commune de la couronne,. Cette aire, qui regroupe 65 communes, est catégorisée dans les aires de 50 000 à moins de 200 000 habitants,.

### Occupation des sols
L'occupation des sols de la commune, telle qu'elle ressort de la base de données européenne d’occupation biophysique des sols Corine Land Cover (CLC), est marquée par l'importance des territoires agricoles (74,8 % en 2018), une proportion identique à celle de 1990 (74,8 %). La répartition détaillée en 2018 est la suivante : 
terres arables (73,6 %), forêts (25,2 %), zones agricoles hétérogènes (1,2 %). L'évolution de l’occupation des sols de la commune et de ses infrastructures peut être observée sur les différentes représentations cartographiques du territoire : la carte de Cassini (XVIIIe siècle), la carte d'état-major (1820-1866) et les cartes ou photos aériennes de l'IGN pour la période actuelle (1950 à aujourd'hui).
Le finage est caractérisé par un grand nombre de fermes et exploitations outre le village proprement dit : la fontaine de Lailly (XIIe siècle), le moulin de Lailly (1285), La Charmée (1559), Belle-Charmée (1542), Beauregard (1564), La Goujauderie (1677), La Pellerie (1791), Le Perte (1224), Mondaugat (1656), Toucheboeuf (1571), la Tuilerie (1495) devenue La Tournerie (1569), Villeguillon (1507).

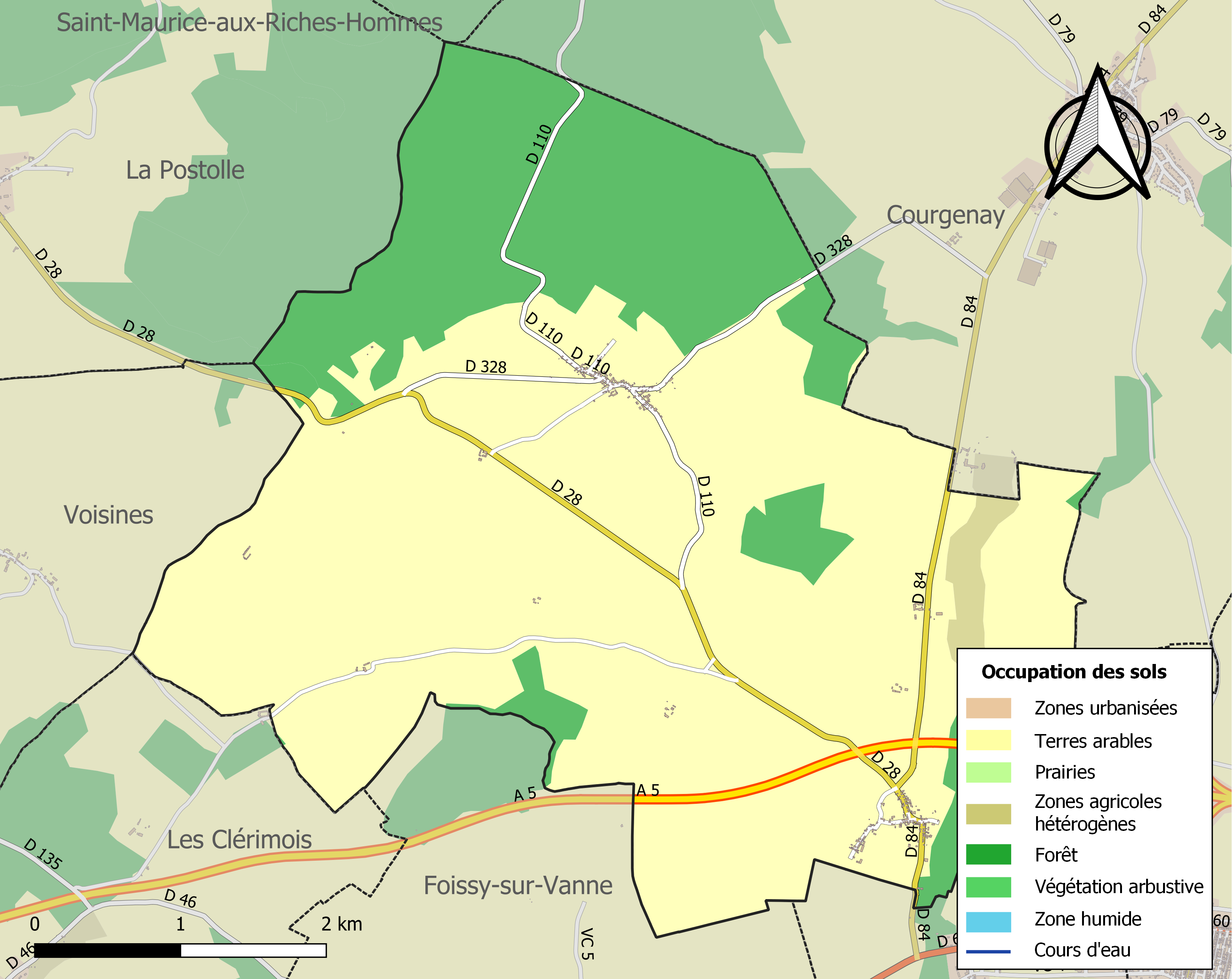
Carte des infrastructures et de l'occupation des sols de la commune en 2018 (CLC).

## Histoire
Datant de l'époque d'Hallstatt, une nécropole a été découverte sur le territoire de la commune lors de fouilles archéologiques.
La fondation initiale de Vauluisant est due aux moines de Pontigny (Cisterciens). Ce monastère opérant pratiquement une fondation de monastère-fille par an, et la main-mise du comte Thibault de Blois sur le comté de Champagne générant des tensions entre son aristocratie guerrière et celle de son acquisition favorable à la paix et au commerce, saint Bernard écrit à l'abbé de Preuilly (Cistercien) pour lui demander de se substituer à l'abbé de Pontigny. Apparemment, le sanctuaire est déjà achevé et s'apprête à être inauguré. Il faut dès lors à l'abbé de Preuilly nouer les contacts avec l'aristocratie "troyenne" qui avait accordé sa confiance aux moines de Pontigny (au premier chef, le sire de Trainel, mais aussi ceux de Nogent-sur-Seine et de Villemaure).
Vauluisant est à l'exacte limite entre les domaines des sires de Trainel (ils régentent une soixantaine de paroisses à l'époque) et les sires de Nogent-sur-Seine. Le grand chemin reliant les foires de Provins et Troyes passe à sa porte orientale (donc pas celle de la porterie actuelle). Le cadastre porte la marque de cette limite en suivant l'arrondi des murs de clôture de l'abbaye ; mais de manière inversée par rapport à la réalité de départ : au bout de deux cents ans, les moines de Vauluisant ont pu acquérir le finage de Courgenay, qui se refusait à eux. Courgenay est village nettement plus peuplé que Lailly, et le lieu d'arrivée du grand chemin de Provins venu de Sognes, Villechat (château ruiné) et se rendant à Mauny (Bagneaux).
Les moines de Preuilly (Seine-et-Marne) ont choisi de fonder une « abbaye-fille » à la limite septentrionale de la paroisse de Lailly, au lieudit Vauluisant. Durant plus d'un siècle et demi, les moines de Vauluisant n'ont pas tenté d'investir en amont sur la paroisse de Courgenay : elle leur était interdite du fait de la présence d'un lignage de chevaliers locaux. À l'époque, un chemin stratégique arrivant de Provins et se rendant à Troyes passait par Trainel, Villechat et Mauny (à Bagneaux) justifiait l'implantation monastique qui n'est en rien un essartage. Un autre grand chemin sous contrôle royal cette fois arrivait de Pont-sur-Yonne, suivait le cours de l'Oreuse, pour rejoindre la vallée de la Vanne. Le second chemin restera d'intérêt moindre. À ce seul titre, l'implantation monastique était une belle réalisation économique.

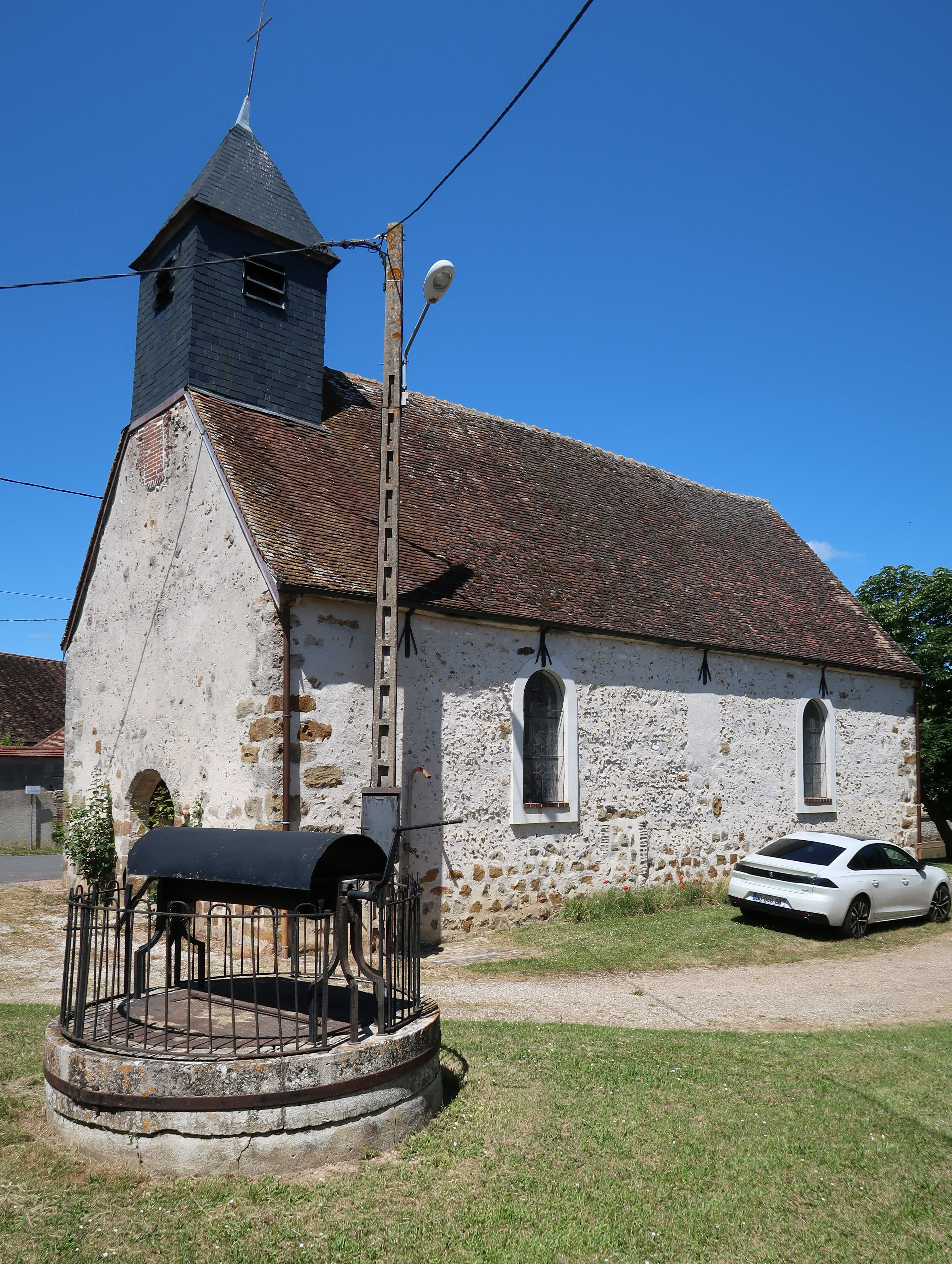
Chapelle Saint-Hubert à la Charmée

Les moines de Vauluisant ont donc acquis avec patience de très nombreuses parcelles sur le finage de Lailly. Ils ont fini par en déloger le lignage dit « de Lailly » qui dominait jusque-là la paroisse. Les vicomtes de Joigny (dont Rigny-le-Ferron était le fief principal dans la vallée de la Vanne) étaient les suzerains d'une partie de Lailly.
Les moines de Vauluisant ont organisé leurs domaines de Lailly autour de fermes, dont beaucoup portent le nom d'une famille paysanne : la Picardie (Picard), la Tournerie (Tourneur), etc ... Leur hameau de La Charmée, adossé à la vaste forêt de Lancy, a une nette vocation forestière (bûcherons, charbonniers, marchands de bois, facteurs de ventes de bois). Ce hameau est doté d'une chapelle.
Le grand chemin de Provins perd sa vocation lorsque  le comte de Champagne parvint enfin vers 1195 à entrer en possession de Nogent-sur-Seine et à établir ainsi un chemin direct menant de Provins à Troyes.
Pour financer des armées, assurer leur couronne et la paix intérieure ruinée par les Protestants, les Valois (totalement ruinés par leurs défaites de Pavie et de Saint-Quentin) exigent des sommes considérables de l'Église de France. Faute de disposer de liquidités suffisantes (fantasme récurrent jusqu'au XXe siècle), l'Église est contrainte de vendre à réméré de larges pans de son foncier. C'est ainsi que l'abbaye de Vauluisant vend des fermes situées à Lailly. Les moines n'ont ensuite de cesse de faire jouer les clauses de retour pour récupérer leur ancien patrimoine jusque tard dans le XVIIe siècle, provoquant l'extinction de petits fiefs créés momentanément.
Lors de la destruction de l'abbaye de Vauluisant du fait de la Révolution, des blocs de pierre (sculptés) ont été acquis par les acquéreurs de fermes du finage.
Le finage abrite une gare de la ligne de chemin de fer de Nogent-sur-Seine à Villeneuve-l'Archevêque.
En juin 1940, les réfugiés venant de la Marne furent mitraillés sur la route de Courgenay. La ferme de Beauregard brûla pendant plusieurs jours. Entre Lailly et Courgenay, 24 ou 26 chevaux étaient tués et placés dans les fossés.
Le finage est traversé par l'autoroute A 5. Les fouilles préventives associées ont permis de découvrir une cave romaine sur le tracé.
De 1507 à 1696, est signalé l'existence du grand chemin allant de Vauluisant à Sens, passant par la Villeguillon. Probablement d'origine médiévale pour satisfaire les besoins des moines, ce grand chemin ne doit pas être confondu avec une voie romaine de Sens à Châlons passant par La Postolle, la ferme de la Pierre-Couverte et Bercenay-le-Hayer, qui ne fait que tangeanter le finage en son Nord-Ouest (cote 225,2).

## Politique et administration
| Période    | Période  | Identité              | Étiquette | Qualité |
| ---------- | -------- | --------------------- | --------- | ------- |
| 1862       |          | Lorne                 |           |         |
|            |          |                       |           |         |
| avant 1995 | ?        | Roland Crosier        | DVD       |         |
|            | 2014     | Marie-France Thévenon |           |         |
| 2014       | En cours | Sylvette Massé        |           |         |

## Démographie
L'évolution du nombre d'habitants est connue à travers les recensements de la population effectués dans la commune depuis 1793. Pour les communes de moins de 10 000 habitants, une enquête de recensement portant sur toute la population est réalisée tous les cinq ans, les populations de référence des années intermédiaires étant quant à elles estimées par interpolation ou extrapolation. Pour la commune, le premier recensement exhaustif entrant dans le cadre du nouveau dispositif a été réalisé en 2005.

En 2022, la commune comptait 202 habitants, en évolution de +5,21 % par rapport à 2016 (Yonne : −1,95 %, France hors Mayotte : +2,11 %).
| 1793 | 1800 | 1806 | 1821 | 1831 | 1836 | 1841 | 1846 | 1851 |
| ---- | ---- | ---- | ---- | ---- | ---- | ---- | ---- | ---- |
| 425  | 466  | 469  | 498  | 506  | 516  | 517  | 530  | 520  |

| 1856 | 1861 | 1866 | 1872 | 1876 | 1881 | 1886 | 1891 | 1896 |
| ---- | ---- | ---- | ---- | ---- | ---- | ---- | ---- | ---- |
| 449  | 523  | 499  | 477  | 431  | 418  | 416  | 426  | 349  |

| 1901 | 1906 | 1911 | 1921 | 1926 | 1931 | 1936 | 1946 | 1954 |
| ---- | ---- | ---- | ---- | ---- | ---- | ---- | ---- | ---- |
| 350  | 341  | 332  | 278  | 317  | 330  | 289  | 312  | 286  |

| 1962 | 1968 | 1975 | 1982 | 1990 | 1999 | 2005 | 2006 | 2010 |
| ---- | ---- | ---- | ---- | ---- | ---- | ---- | ---- | ---- |
| 224  | 190  | 158  | 156  | 177  | 188  | 208  | 212  | 207  |

| 2015 | 2020 | 2022 | - | - | - | - | - | - |
| ---- | ---- | ---- | - | - | - | - | - | - |
| 192  | 195  | 202  | - | - | - | - | - | - |

## Économie
Le massif forestier de Lancy permet en particulier au hameau de La Charmée de vivre des productions forestières. La chapelle du hameau est dédiée à saint Hubert.
Les moines de Vauluisant, grands hydrauliciens, établissent une chaussée permettant une retenue d'eau et le fonctionnement d'un moulin à eau.
Les fermes qui quadrillent le finage de Lailly sont dédiées aux quatre grandes céréales depuis le XIIe siècle : froment, seigle, avoine (pour les chevaux) et méteil (mélange). L'élevage ovin vit de l'assolement et permet de fournir l'industrie drapière locale.

## Culture locale et patrimoine

### Lieux et monuments
- Ancienne grange cistercienne de Touchebœuf[21], inscrite en tant que monument historique[22] ;
- polissoirs de la Pierre à l'eau dans la forêt de Langy, classés monument historique[23] ;
- église Notre-Dame de l’Assomption, du xviiie siècle[24] ;
- chapelle Saint-Hubert du hameau de La Charmée, abrite une rare monstrance récemment restaurée par les diligences de l'Association du Patrimoine de la vallée de la Vanne (présidence Gérard Kohler).

### Héraldique
| Blason de Lailly | Blason  | Écartelé : au 1er d'azur à la biche contournée et arrêtée d'or, au 2e d'argent à la hutte en bois de gueules, au 3e d'argent à la grappe de raisin de pourpre, feuillée de deux pièces de sinople, tigée et vrillée de tenné, au 4e d'azur au cerf passant d'or. |
| Blason de Lailly | Détails | Création de Jean-François Binon adoptée le 22 novembre 2018. |